# Durfort-et-Saint-Martin-de-Sossenac
Durfort-et-Saint-Martin-de-Sossenac est une commune française située dans le centre du département du Gard en région Occitanie.
Exposée à un climat méditerranéen, elle est drainée par la Rivière Crespenou, le ruisseau de Crieulon, le Conturby, le ruisseau de Banassou et par deux autres cours d'eau. La commune possède un patrimoine naturel remarquable composé de deux zones naturelles d'intérêt écologique, faunistique et floristique.
Durfort-et-Saint-Martin-de-Sossenac est une commune rurale qui compte 757 habitants en 2022, après avoir connu une forte hausse de la population depuis 1975.  Ses habitants sont appelés les Durfortois ou  Durfortoises.
Le patrimoine architectural de la commune comprend un immeuble protégé au titre des monuments historiques : château de Durfort, inscrit en 2008.

## Géographie

### Localisation
Le village est situé à l'ouest du département du Gard, à 43 km de Nîmes et à 22 km d'Alès, entre Sauve et Anduze. Il est situé sur les contreforts des Cévennes à une altitude plutôt basse.
| Fressac    | Saint-Félix-de-Pallières            | Tornac                    |
| Monoblet   | Durfort-et-Saint-Martin-de-Sossenac | Saint-Nazaire-des-Gardies |
| Conqueyrac | Sauve                               | Saint-Jean-de-Crieulon    |

### Climat
Pour des articles plus généraux, voir Climat de l'Occitanie et Climat du Gard.
En 2010, le climat de la commune est de type climat méditerranéen franc, selon une étude s'appuyant sur une série de données couvrant la période 1971-2000. En 2020, Météo-France publie une typologie des climats de la France métropolitaine dans laquelle la commune est exposée à un climat méditerranéen et est dans la région climatique Provence, Languedoc-Roussillon, caractérisée par une pluviométrie faible en été, un très bon ensoleillement (2 600 h/an), un été chaud (21,5 °C), un air très sec en été, sec en toutes saisons, des vents forts (fréquence de 40 à 50 % de vents > 5 m/s) et peu de brouillards.
Pour la période 1971-2000, la température annuelle moyenne est de 13,8 °C, avec une amplitude thermique annuelle de 16,9 °C. Le cumul annuel moyen de précipitations est de 1 037 mm, avec 7,1 jours de précipitations en janvier et 3,4 jours en juillet. Pour la période 1991-2020, la température moyenne annuelle observée sur la station météorologique la plus proche, située sur la commune de Générargues à 10 km à vol d'oiseau, est de 14,2 °C et le cumul annuel moyen de précipitations est de 1 239,7 mm,. Pour l'avenir, les paramètres climatiques de la commune estimés pour 2050 selon différents scénarios d’émission de gaz à effet de serre sont consultables sur un site dédié publié par Météo-France en novembre 2022.

### Milieux naturels et biodiversité
L’inventaire des zones naturelles d'intérêt écologique, faunistique et floristique (ZNIEFF) a pour objectif de réaliser une couverture des zones les plus intéressantes sur le plan écologique, essentiellement dans la perspective d’améliorer la connaissance du patrimoine naturel national et de fournir aux différents décideurs un outil d’aide à la prise en compte de l’environnement dans l’aménagement du territoire.
Une ZNIEFF de type 1 est recensée sur la commune :
la « mare de Vibrac » (20 ha), couvrant 3 communes du département et une ZNIEFF de type 2, : 
les « plaines de Pompignan et du Vidourle » (12 043 ha), couvrant 12 communes dont 9 dans le Gard et 3 dans l'Hérault.

Carte des ZNIEFF de type 1 et 2 à Durfort-et-Saint-Martin-de-Sossenac.
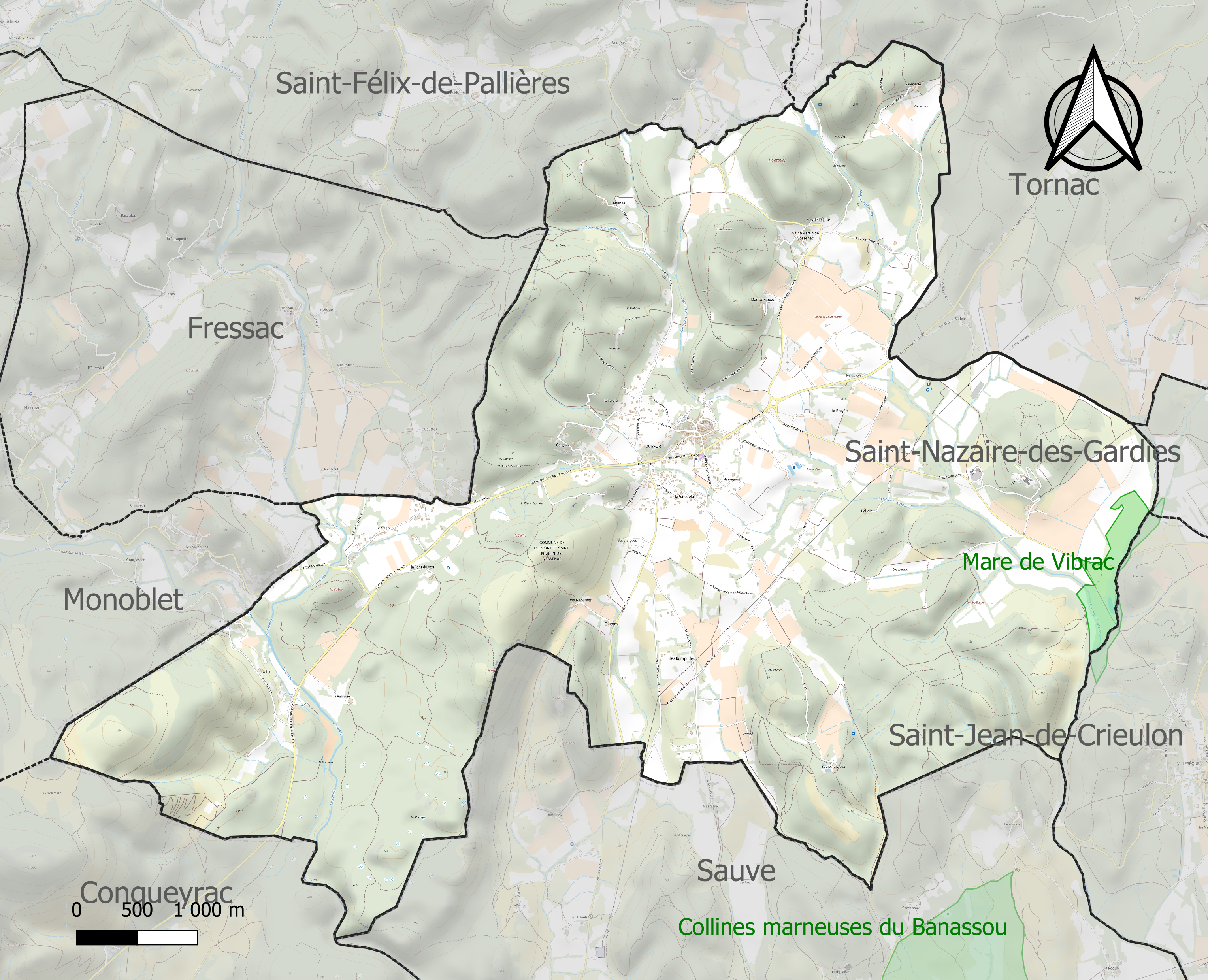
Carte de la ZNIEFF de type 1 sur la commune.
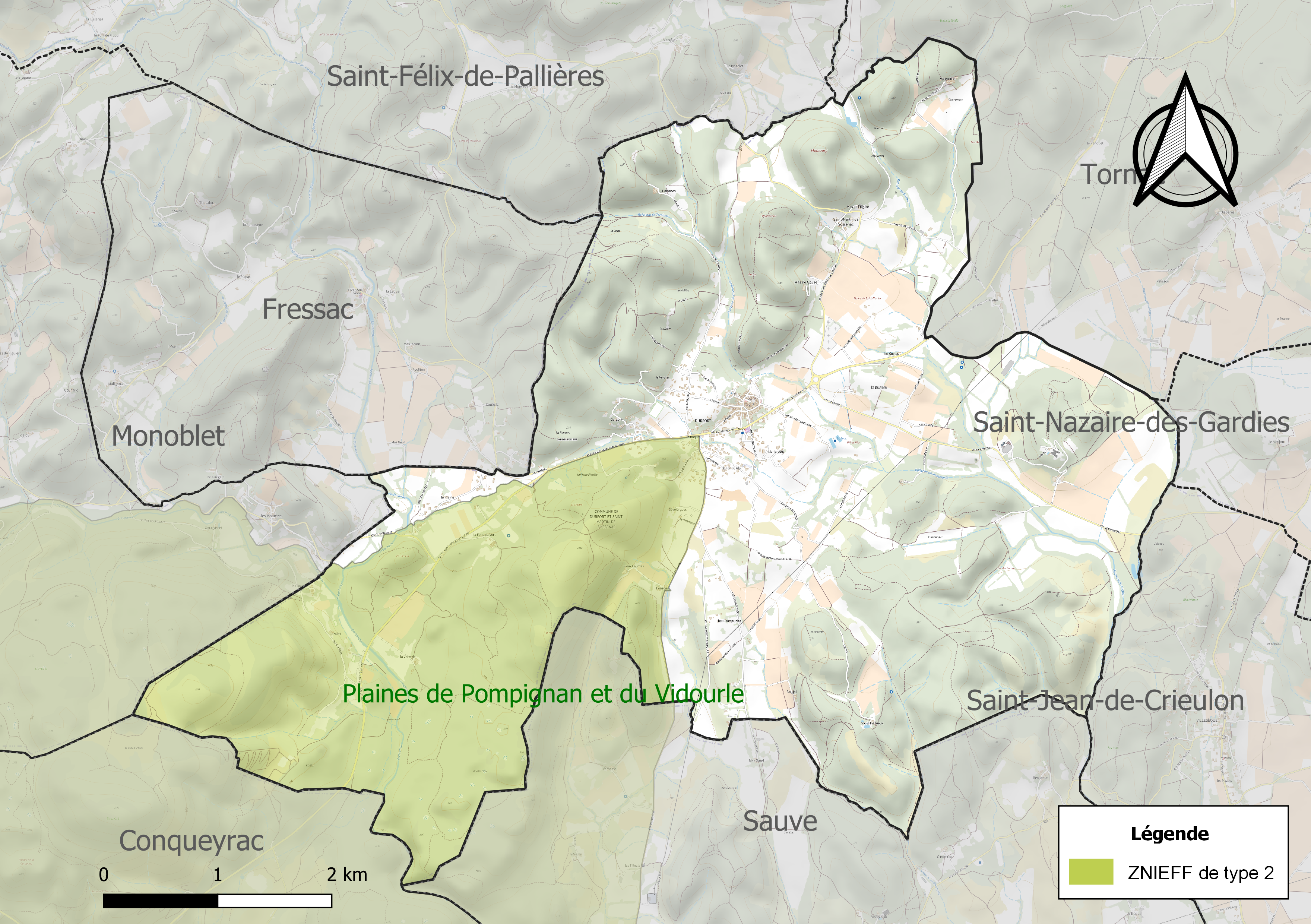
Carte de la ZNIEFF de type 2 sur la commune.

## Urbanisme

### Typologie
Au 1er janvier 2024, Durfort-et-Saint-Martin-de-Sossenac est catégorisée commune rurale à habitat dispersé, selon la nouvelle grille communale de densité à sept niveaux définie par l'Insee en 2022.
Elle est située hors unité urbaine et hors attraction des villes,.

### Occupation des sols
L'occupation des sols de la commune, telle qu'elle ressort de la base de données européenne d’occupation biophysique des sols Corine Land Cover (CLC), est marquée par l'importance des forêts et milieux semi-naturels (61,6 % en 2018), une proportion sensiblement équivalente à celle de 1990 (62,3 %). La répartition détaillée en 2018 est la suivante : 
forêts (41,8 %), cultures permanentes (26 %), milieux à végétation arbustive et/ou herbacée (19,8 %), zones agricoles hétérogènes (6,7 %), prairies (4,1 %), zones urbanisées (1,6 %). L'évolution de l’occupation des sols de la commune et de ses infrastructures peut être observée sur les différentes représentations cartographiques du territoire : la carte de Cassini (XVIIIe siècle), la carte d'état-major (1820-1866) et les cartes ou photos aériennes de l'IGN pour la période actuelle (1950 à aujourd'hui).

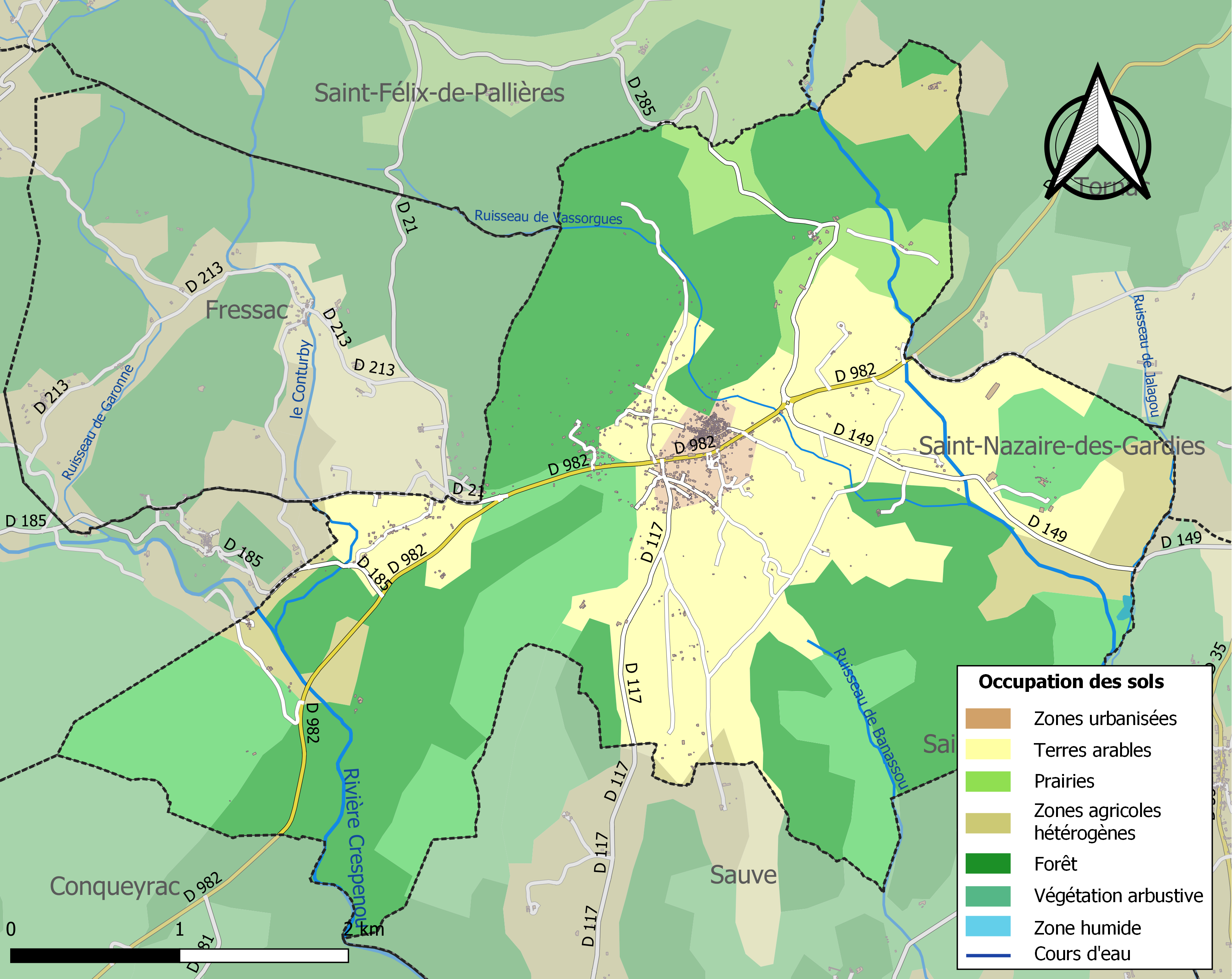
Carte des infrastructures et de l'occupation des sols de la commune en 2018 (CLC).

### Risques majeurs
Le territoire de la commune de Durfort-et-Saint-Martin-de-Sossenac est vulnérable à différents aléas naturels : météorologiques (tempête, orage, neige, grand froid, canicule ou sécheresse), inondations, feux de forêts, mouvements de terrains et séisme (sismicité faible). Un site publié par le BRGM permet d'évaluer simplement et rapidement les risques d'un bien localisé soit par son adresse soit par le numéro de sa parcelle.
Certaines parties du territoire communal sont susceptibles d’être affectées par le risque d’inondation par débordement de cours d'eau et par une crue torrentielle ou à montée rapide de cours d'eau, notamment la rivière Crespenou et le ruisseau de Crieulon. La commune a été reconnue en état de catastrophe naturelle au titre des dommages causés par les inondations et coulées de boue survenues en 1982, 1992, 1993, 1994, 1995, 1998, 2001 et 2002,.

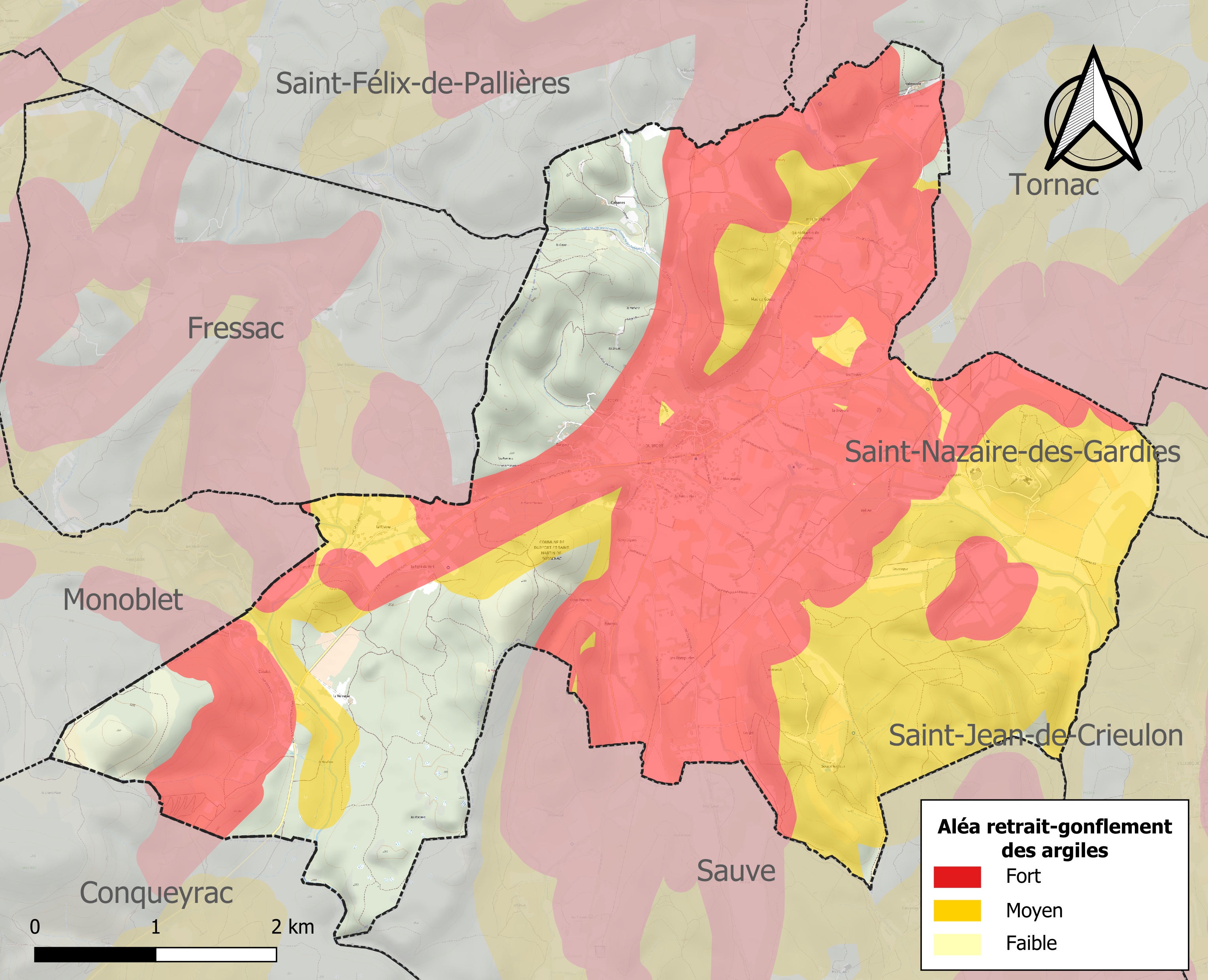
Carte des zones d'aléa retrait-gonflement des sols argileux de Durfort-et-Saint-Martin-de-Sossenac.

La commune est vulnérable au risque de mouvements de terrains constitué principalement du retrait-gonflement des sols argileux. Cet aléa est susceptible d'engendrer des dommages importants aux bâtiments en cas d’alternance de périodes de sécheresse et de pluie. 76,6 % de la superficie communale est en aléa moyen ou fort (67,5 % au niveau départemental et 48,5 % au niveau national). Sur les 480 bâtiments dénombrés sur la commune en 2019, 463 sont en aléa moyen ou fort, soit 96 %, à comparer aux 90 % au niveau départemental et 54 % au niveau national. Une cartographie de l'exposition du territoire national au retrait gonflement des sols argileux est disponible sur le site du BRGM,.
Par ailleurs, afin de mieux appréhender le risque d’affaissement de terrain, l'inventaire national des cavités souterraines permet de localiser celles situées sur la commune.

## Toponymie
Occitan Dur-Fort, du roman Durfort, Dufort, Dulfort, du bas latin Castrum de Duroforti.
Saint-Martin-de-Saussenac, en 1548. Parrochia Sancti Martini, in Terminio Andusanico, en 1037 [31]

## Histoire

### Moyen Âge
Le château de Durfort remontait au XIIIe siècle. Il a été détruit et vendu à l'époque de la Révolution.

### Époque contemporaine
La commune actuelle est le fruit de la fusion, par décret du 17 novembre 1862, des deux communes voisines de Durfort et de Saint-Martin-de-Saussenac,, peuplées respectivement, au recensement de 1861, de 988 et de 87 habitants. Cette dernière commune porta, à partir de la Révolution française et durant le XIXe siècle, le nom de Saussenac,.

## Politique et administration

### Liste des maires
| Période                                  | Période  | Identité        | Étiquette | Qualité                                           |
| ---------------------------------------- | -------- | --------------- | --------- | ------------------------------------------------- |
| avant 1988                               | 2001     | Louis Caucanas  | PS        | Conseiller général du canton de Sauve (1997-2008) |
| 2001                                     | 2014     | Stéphane Allut  | DVD       | Expert-Comptable                                  |
| 2014                                     | En cours | Nicole Pratlong | DVG       | Employée                                          |
| Les données manquantes sont à compléter. |          |                 |           |                                                   |

## Population et société

### Démographie
L'évolution du nombre d'habitants est connue à travers les recensements de la population effectués dans la commune depuis 1793. Pour les communes de moins de 10 000 habitants, une enquête de recensement portant sur toute la population est réalisée tous les cinq ans, les populations de référence des années intermédiaires étant quant à elles estimées par interpolation ou extrapolation. Pour la commune, le premier recensement exhaustif entrant dans le cadre du nouveau dispositif a été réalisé en 2005.

En 2022, la commune comptait 757 habitants, en évolution de +10,51 % par rapport à 2016 (Gard : +2,97 %, France hors Mayotte : +2,11 %).
| 1793 | 1800 | 1806 | 1821 | 1831 | 1836 | 1841 | 1846 | 1851 |
| ---- | ---- | ---- | ---- | ---- | ---- | ---- | ---- | ---- |
| 852  | 846  | 864  | 907  | 965  | 922  | 932  | 926  | 984  |

| 1856 | 1861 | 1866 | 1872 | 1876 | 1881 | 1886 | 1891 | 1896 |
| ---- | ---- | ---- | ---- | ---- | ---- | ---- | ---- | ---- |
| 973  | 988  | 946  | 902  | 873  | 766  | 757  | 741  | 755  |

| 1901 | 1906 | 1911 | 1921 | 1926 | 1931 | 1936 | 1946 | 1954 |
| ---- | ---- | ---- | ---- | ---- | ---- | ---- | ---- | ---- |
| 813  | 977  | 712  | 611  | 571  | 574  | 538  | 517  | 505  |

| 1962 | 1968 | 1975 | 1982 | 1990 | 1999 | 2005 | 2006 | 2010 |
| ---- | ---- | ---- | ---- | ---- | ---- | ---- | ---- | ---- |
| 471  | 454  | 410  | 388  | 492  | 595  | 651  | 645  | 729  |

| 2015 | 2020 | 2022 | - | - | - | - | - | - |
| ---- | ---- | ---- | - | - | - | - | - | - |
| 689  | 750  | 757  | - | - | - | - | - | - |

La population de Saint-Martin-de-Sossenac était, avant la fusion avec Durfort de 1862 : 116 en 1793, 84 en 1800, 87 en 1806, 99 en 1821, 109 en 1831, 89 en 1836, 102 en 1841, 160 en 1846, 100 en 1851, 91 en 1856, 87 en 1861.

### Manifestations culturelles et festivités
Une fête votive organisée a lieu chaque année en juin[réf. souhaitée].

## Économie

### Revenus
En 2018  (données Insee publiées en septembre 2021), la commune compte 319 ménages fiscaux, regroupant 674 personnes. La médiane du revenu disponible par unité de consommation est de 20 330 € (20 020 € dans le département).

### Emploi
|                | 2008   | 2013   | 2018   |
| -------------- | ------ | ------ | ------ |
| Commune        | 12 %   | 11,1 % | 12,5 % |
| Département    | 10,6 % | 12 %   | 12 %   |
| France entière | 8,3 %  | 10 %   | 10 %   |

En 2018, la population âgée de 15 à 64 ans s'élève à 421 personnes, parmi lesquelles on compte 74 % d'actifs (61,5 % ayant un emploi et 12,5 % de chômeurs) et 26 % d'inactifs,. Depuis 2008, le taux de chômage communal (au sens du recensement) des 15-64 ans est supérieur à celui de la France et du département.
La commune est hors attraction des villes,. Elle compte 77 emplois en 2018, contre 99 en 2013 et 110 en 2008. Le nombre d'actifs ayant un emploi résidant dans la commune est de 265, soit un indicateur de concentration d'emploi de 29,2 % et un taux d'activité parmi les 15 ans ou plus de 52,9 %.
Sur ces 265 actifs de 15 ans ou plus ayant un emploi, 48 travaillent dans la commune, soit 18 % des habitants. Pour se rendre au travail, 87,5 % des habitants utilisent un véhicule personnel ou de fonction à quatre roues, 2,5 % les transports en commun, 5 % s'y rendent en deux-roues, à vélo ou à pied et 5 % n'ont pas besoin de transport (travail au domicile).

### Activités hors agriculture
61 établissements sont implantés  à Durfort-et-Saint-Martin-de-Sossenac au 31 décembre 2019. Le tableau ci-dessous en détaille le nombre par secteur d'activité et compare les ratios avec ceux du département,.
| Secteur d'activité                                                                                        | Commune | Commune | Département |
| Secteur d'activité                                                                                        | Nombre  | %       | %           |
| --- | ------- | ------- | ----------- |
| Ensemble                                                                                                  | 61      |         |             |
| Industrie manufacturière, industries extractives et autres                                                | 3       | 4,9 %   | (7,9 %)     |
| Construction                                                                                              | 13      | 21,3 %  | (15,5 %)    |
| Commerce de gros et de détail, transports, hébergement et restauration                                    | 19      | 31,1 %  | (30 %)      |
| Information et communication                                                                              | 2       | 3,3 %   | (2,2 %)     |
| Activités immobilières                                                                                    | 1       | 1,6 %   | (4,1 %)     |
| Activités spécialisées, scientifiques et techniques et activités de services administratifs et de soutien | 15      | 24,6 %  | (14,9 %)    |
| Administration publique, enseignement, santé humaine et action sociale                                    | 2       | 3,3 %   | (13,5 %)    |
| Autres activités de services                                                                              | 6       | 9,8 %   | (8,8 %)     |

Le secteur du commerce de gros et de détail, des transports, de l'hébergement et de la restauration est prépondérant sur la commune puisqu'il représente 31,1 % du nombre total d'établissements de la commune (19 sur les 61 entreprises implantées  à Durfort-et-Saint-Martin-de-Sossenac), contre 30 % au niveau départemental.

### Agriculture
|               | 1988 | 2000 | 2010 | 2020 |
| ------------- | ---- | ---- | ---- | ---- |
| Exploitations | 47   | 24   | 13   | 5    |
| SAU (ha)      | 700  | 355  | 141  | 68   |

La commune est dans les Garrigues, une petite région agricole occupant le centre du département du Gard. En 2020, l'orientation technico-économique de l'agriculture  sur la commune est la viticulture. Cinq exploitations agricoles ayant leur siège dans la commune sont dénombrées lors du recensement agricole de 2020 (47 en 1988). La superficie agricole utilisée est de 68 ha,,.

## Culture locale et patrimoine locaux

### Édifices civils
- Village médiéval : une tour d'époque offrant une vue typiquement méridionale que l'on peut visiter une fois par an, vers le 14 juillet.

### Édifices religieux
- Église de Saint-Martin de Sossenac.
- Temple protestant de Durfort-et-Saint-Martin-de-Sossenac.

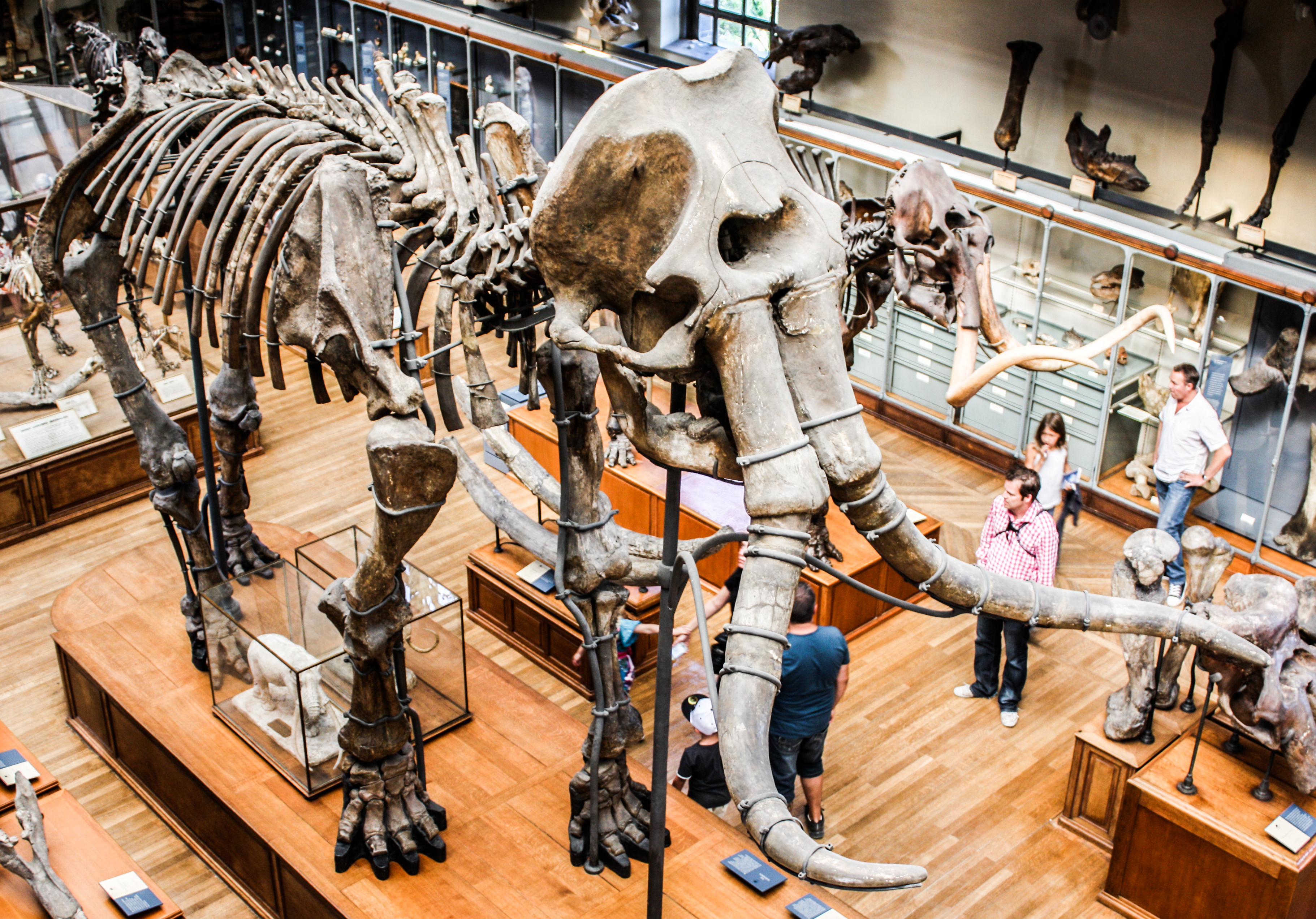
L'« éléphant de Durfort », le spécimen de mammouth méridional le plus complet découvert en France, fut trouvé dans la commune de Durfort en 1869. Il est exposé à Paris, au Muséum national d'histoire naturelle.

### Patrimoine géologique et paléontologique
À 1 km du village de Durfort est découvert en 1869 un squelette complet de mammouth méridional (Mammuthus meridionalis) dont l'ancienneté est estimée entre un million d'années et 700 000 ans. Il est exposé depuis 1873 au Muséum national d'histoire naturelle de Paris.
Fierté du village, le mammifère a donné son nom à la route du mammouth sur laquelle est située la mairie, et au bar-snack qui s'appelle Le repaire du mammouth.

### Personnalités liées à la commune
- Jules Ollier de Marichard (1824-1901) : Préhistorien, il participa, avec Paul Cazalis de Fondouce, aux fouilles et au déterrement de l'« éléphant de Durfort », le mammouth méridional découvert dans la commune en 1869.
- Paul Cazalis de Fondouce (1835-1931) : Chercheur en géologie et anthropologie préhistorique, co-découvreur avec Ollier de Marichard du mammouth méridional sur la commune de Fondouce.
- Hélène Le Jeune (1917-2006) : Institutrice, femme politique et députée des Côtes-du-Nord, décédée à Durfort.
- Florent ARNAUD (1961-     ) Artiste peintre - plasticien & Ecrivain. Précurseur sur l'écologie et l'environnement il réalise des maquettes, tableaux et sculptures avec des objets (immondices) trouvés et récupérés dans la forêt qu'il valorise à sa manière afin de dépolluer des endroits souillés.

## Héraldique
| Blason de Durfort-et-Saint-Martin-de-Sossenac | Blason  | Écartelé, au premier et au quatrième, d'argent à la bande d'azur ; au deuxième et au troisième, de gueules au lion d'argent. |
| Blason de Durfort-et-Saint-Martin-de-Sossenac | Détails | Le statut officiel du blason reste à déterminer.                                                                             |